# Västerbotten
Västenbotten je pokrajina u sjevernoj Švedskoj i ima 256 734 stanovnika. Najveći gradovi su Umeå i Skellefteå.

## Galerija slika
- Crkva u Umeåju
- Kolbäcksbron most
- Nydalasjön jezero
- Crkva u Bureåju